# Vianne
Vianne é uma comuna francesa na região administrativa da Nova Aquitânia, no departamento Lot-et-Garonne. Estende-se por uma área de 9,82 km². Em 2010 a comuna tinha 1 024 habitantes (densidade: 104,3 hab./km²).